# اشلویزینگن
شهر اشلویزینگن (به آلمانی: Schleusingen) در ایالت تورینگن در کشور آلمان واقع شده‌است.